# Oglasa sambawana
Oglasa sambawana là một loài bướm đêm trong họ Noctuidae.